# Pterigynandraceae
Pterigynandraceae, porodica pravih mahovina iz reda Hypnales. Tipičan rod je Pterigynandrum, a opisana je 1876. Porodici pripada najmanje dva roda.

## Rodovi
1. Pterigynandrum Hedw.
2. Trachyphyllum A. Gepp